# 半線波魚
半線波魚（学名：Rasbora semilineata）為輻鰭魚綱鯉形目鯉科波魚屬的一個種，該物種主要分布於亞洲婆羅洲北部，體長可達3.7公分，棲息在中底層水域。